# Neil Harris
Neil Harris (Orsett, Essex, 12 juli 1977) is een Engelse voetballer die in een aanvallende positie speelt. Hij is momenteel manager van Millwall FC.
Harris heeft het hoogste aantal doelpunten voor Millwall FC in de League-wedstrijden gescoord. Harris scoorde in het seizoen 2008/09 zijn 112e doelpunt voor Millwall FC. Hiermee werd hij All-Time Topschutter van Millwall FC.